# 梅吉特島
梅吉特島是太平洋的島嶼，屬於拉塔克礁鏈的一部分，是馬紹爾群島24個立法選區（legislative district）之一，位於沃特傑環礁東北110公里，由岩石而非珊瑚礁形成，總土地面積1.86平方公里，1998年人口300。

## 外部連結
- Marshall Islands 现场 （页面存档备份，存于）
- Oceandots Mejit 输入 （页面存档备份，存于）